# Rivera de Hinojales
La rivera de Hinojales es un río del suroeste de la península ibérica, perteneciente a la cuenca hidrográfica del Guadalquivir, que discurre por el territorio del norte de la provincia de Huelva. 

## Curso
La rivera de Hinojales nace en la sierra de Aracena, en el término municipal de Cumbres Mayores. Realiza un recorrido de unos 17 km, en dirección noroeste-sureste a través de los términos de Hinojales, Cañaveral de León y Corteconcepción, hasta su desembocadura en la rivera de Huelva aguas arriba del  embalse de Aracena. 